# Embajada de Panamá en España
La Embajada de la República de Panamá en el Reino de España representa a la misión diplomática permanente de Panamá, y es una de las más importantes por las relaciones históricas y culturales que unen a los dos países. Su relevancia aumentó en las últimas décadas, aún más, por la fuerte presencia de importantes grupos empresariales españoles en Panamá.
Tradicionalmente, la función principal de toda misión diplomática ha sido velar y proteger los intereses de su país y de sus nacionales en el país receptor, dentro de los límites permitidos por las leyes internacionales, y promover las relaciones económicas, culturales, políticas y científicas entre los dos estados.
La Misión Diplomática posee diferentes secciones para ayudar a la promoción de Panamá en España, estas son:
- Sección Consular
- Sección de Turismo
- Sección Comercial
- Sección Cultural
- Sección de Cooperación Internacional